# Opération militaire amphibie
Une opération militaire amphibie est une opération militaire comprenant une composante navale suivie d'une composante terrestre. Il s'agit généralement d'un débarquement suivi d'une invasion terrestre par les troupes débarquées sur le sol adverse depuis des navires de débarquement. Elle peut être appuyée par des bombardements ou des parachutages de troupes derrière les lignes ennemies, comme ce fut le cas durant l'opération Neptune en 1944 sur les plages de Normandie, cas le plus connu, ou pendant l'ensemble de la Guerre du Pacifique.